# Karel van Neder-Lotharingen

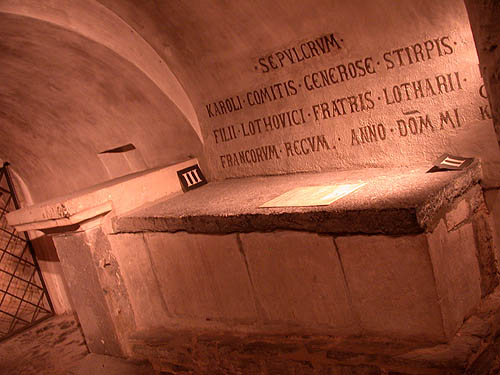
Graf van Karel in de kleine crypte van de Sint-Servaasbasiliek in Maastricht

Karel van Neder-Lotharingen (953 - Orléans, 22 juni 992) was de jongste zoon van koning Lodewijk IV van Frankrijk en Gerberga van Saksen en werd uitgesloten van de troonopvolging om partijstrijd te voorkomen. Zijn leven stond in het teken van pogingen om toch koning van Frankrijk te worden.
Karel werd als jonge man benoemd tot graaf van Laon. In 975 probeerde hij om een eigen koninkrijk te vormen in de gebieden rond Laon en in Lotharingen. Hij steunde daarom de pogingen van Reinier IV van Henegouwen en zijn broer Lambert om hun familiegoederen terug te winnen. Kort na het huwelijk van zijn broer Lotharius van Frankrijk met Emma van Italië beschuldigde hij zijn schoonzuster van overspel met bisschop Adalbero van Laon, maar een synode verklaarde Emma onschuldig. Uit vrees dat Karel de troon zou bemachtigen wanneer haar zoon Lodewijk als bastaard bestempeld zou worden, bewerkstelligde Emma dat haar zoon Lodewijk al tijdens het leven van zijn vader geassocieerd medekoning werd. Karel werd in 977 verbannen en zocht zijn toevlucht bij zijn neef, keizer Otto II. Die benoemde Karel in mei 977 tot hertog van Neder-Lotharingen en beloofde hem ook te steunen om koning van Frankrijk te worden. Lotharius viel in reactie daarop Aken aan maar werd teruggedreven. In 979 vielen Karel en Otto Frankrijk binnen. Karel riep zichzelf in Laon uit tot koning maar kreeg nauwelijks steun van de adel. Daarna belegerden Otto en Karel Parijs maar werden teruggedreven door Hugo Capet.
Na de dood van Lodewijk V werd Hugo Capet tot koning gekozen maar Karel riep zichzelf uit tot koning en veroverde Laon. In 989 kreeg hij ook de stad Reims in handen toen de bisschop van Reims, Karels neef Arnulf, naar hem overliep. In 991 werden Karel en zijn gezin gevangengenomen door verraad van bisschop Adalbero van Laon. Ze werden opgesloten in Orléans en Karel stierf daar een jaar later. In 1001 werd hij herbegraven in de kleine crypte van de Sint-Servaasbasiliek te Maastricht.
Karel trouwde voor 979, waarschijnlijk in 975, met Adelheid (of Agnes, mogelijk dochter van Robert I van Meaux). Karel en Adelheid kregen de volgende kinderen:
- Otto II van Neder-Lotharingen
- Ermengarde van Lotharingen, huwde met markgraaf Albert I van Namen
- Gerberga van Neder-Lotharingen
- Adelheid (ovl. na 1012)
- Lodewijk (geb. na 990), door Hugo Capet eerst toevertrouwd aan bisschop Adalbero van Laon maar in 993 toch opgesloten in Orléans
- Karel (geb. na 990), zou uit gevangenschap zijn ontsnapt en toevlucht hebben gevonden bij zijn broer Otto maar er is verder niets over hem bekend

Volgens sommige bronnen zou Karel ook een huwelijk hebben gesloten met een dochter van een ministeriaal van Hugo Capet, wat hem zoveel status kostte dat hij in 979 geen steun van de adel kreeg. Hiertegen pleit dat Karel zich de gevolgen van zo'n huwelijk vooraf zou hebben gerealiseerd en dat een dergelijk huwelijk daarom gewoon ondenkbaar was, als we bedenken dat Karel zijn leven lang heeft geprobeerd om koning te worden.

## Voorouders
Karel kwam uit het koningsgeslacht van zowel West- als ook Oost-Francië. Verder waren zowel Karel de Kale als ook Gisela (van Friuli) kinderen van Lodewijk de Vrome en zijn tweede vrouw Judith van Beieren en hiermee kleinkinderen van Karel de Grote. Hiermee had Karel van Neder-Lotharingen zowel via vaders- als moederskant een bloedlijn (namen cursief) met de toen nog steeds belangrijkste vorst uit de Europese geschiedenis. Ook Aeda van Italië, dochter van Pepijn van Italië, was een kleindochter van Karel de Grote. 
| Voorouders van Karel van Neder-Lotharingen (953-992) | Voorouders van Karel van Neder-Lotharingen (953-992)                           | Voorouders van Karel van Neder-Lotharingen (953-992)                           | Voorouders van Karel van Neder-Lotharingen (953-992)                           | Voorouders van Karel van Neder-Lotharingen (953-992)                           | Voorouders van Karel van Neder-Lotharingen (953-992)                           | Voorouders van Karel van Neder-Lotharingen (953-992)                           | Voorouders van Karel van Neder-Lotharingen (953-992)                           | Voorouders van Karel van Neder-Lotharingen (953-992)                           | Voorouders van Karel van Neder-Lotharingen (953-992)                           | Voorouders van Karel van Neder-Lotharingen (953-992)                           | Voorouders van Karel van Neder-Lotharingen (953-992)                           | Voorouders van Karel van Neder-Lotharingen (953-992)                           | Voorouders van Karel van Neder-Lotharingen (953-992)                           | Voorouders van Karel van Neder-Lotharingen (953-992)                           | Voorouders van Karel van Neder-Lotharingen (953-992)                           | Voorouders van Karel van Neder-Lotharingen (953-992)                           |
| ---------------------------------------------------- | ------------------------------------------------------------------------------ | ------------------------------------------------------------------------------ | ------------------------------------------------------------------------------ | ------------------------------------------------------------------------------ | ------------------------------------------------------------------------------ | ------------------------------------------------------------------------------ | ------------------------------------------------------------------------------ | ------------------------------------------------------------------------------ | ------------------------------------------------------------------------------ | ------------------------------------------------------------------------------ | ------------------------------------------------------------------------------ | ------------------------------------------------------------------------------ | ------------------------------------------------------------------------------ | ------------------------------------------------------------------------------ | ------------------------------------------------------------------------------ | ------------------------------------------------------------------------------ |
| Oudouders                                            | Keizer Lodewijk de Vrome (778-840) ∞ Judith van Beieren (805-843)              | Graaf Odo van Orléans (780-834) ∞ Engeltrude van Parijs (790-850)              | Wulfhard van Angoulême (-) ∞ Suzanna (–)                                       | ?                                                                              | Koning Æthelwulf van Wessex (~800-858) ∞ Osburga (~810 - 855?)                 | Æthelred Mucil (-) ∞ Eadburh (-)                                               | ?                                                                              | ?                                                                              | Graaf Bruno van Saksen (~770-) ∞ Auda (~780-)                                  | princeps van Billung (-) ∞ Aeda van Italië (789-)                              | Markgraaf Poppo I van Grabfeld (790-) ∞ Williswind (780–)                      | Eberhard van Friuli (-) ∞ Gisela (821-8747)                                    | waarschijnlijk Hertog Wigbert Saksen (799-827) zoon van Widukind               | ?                                                                              | waarschijnlijk Harald Klak (785-852)                                           | ?                                                                              |
| Betover- grootouders                                 | Keizer Karel de Kale (823-877) ∞ 842 Ermentrudis van Orléans (830-869)         | Keizer Karel de Kale (823-877) ∞ 842 Ermentrudis van Orléans (830-869)         | Paltsgraaf Adalhard v. Parijs (-) ∞ ? (-)                                      | Paltsgraaf Adalhard v. Parijs (-) ∞ ? (-)                                      | Koning Alfred de Grote (848-899) ∞ 868 Ealhswith (852–905)                     | Koning Alfred de Grote (848-899) ∞ 868 Ealhswith (852–905)                     | Æthelhelm (-897) ∞ ? (-)                                                       | Æthelhelm (-897) ∞ ? (-)                                                       | Hertog Liudolf van Saksen (806-866) ∞ Oda van Billung (806-913)                | Hertog Liudolf van Saksen (806-866) ∞ Oda van Billung (806-913)                | Hertog Hendrik van Babenberg (820-886) ∞ Ingeltrude van Friuli (836-867)       | Hertog Hendrik van Babenberg (820-886) ∞ Ingeltrude van Friuli (836-867)       | ? (-) ∞ ?                                                                      | ? (-) ∞ ?                                                                      | waarschijnlijk Godfred Haraldson (-) ∞ ?                                       | waarschijnlijk Godfred Haraldson (-) ∞ ?                                       |
| Over- grootouders                                    | Koning Lodewijk de Stamelaar (846-879) ∞ 875 Adelheid van Parijs (853-901)     | Koning Lodewijk de Stamelaar (846-879) ∞ 875 Adelheid van Parijs (853-901)     | Koning Lodewijk de Stamelaar (846-879) ∞ 875 Adelheid van Parijs (853-901)     | Koning Lodewijk de Stamelaar (846-879) ∞ 875 Adelheid van Parijs (853-901)     | Koning Eduard de Oudere (874-924) ∞ 901 Aelflaed (878-920)                     | Koning Eduard de Oudere (874-924) ∞ 901 Aelflaed (878-920)                     | Koning Eduard de Oudere (874-924) ∞ 901 Aelflaed (878-920)                     | Koning Eduard de Oudere (874-924) ∞ 901 Aelflaed (878-920)                     | Hertog Otto I van Saksen (850–912) ∞ Hedwig van Babenberg (956-1003)           | Hertog Otto I van Saksen (850–912) ∞ Hedwig van Babenberg (956-1003)           | Hertog Otto I van Saksen (850–912) ∞ Hedwig van Babenberg (956-1003)           | Hertog Otto I van Saksen (850–912) ∞ Hedwig van Babenberg (956-1003)           | Graaf Diederik (West-Saksen) (-) ∞ ca. 890 Reginhilde (~870-) (Reginingen)     | Graaf Diederik (West-Saksen) (-) ∞ ca. 890 Reginhilde (~870-) (Reginingen)     | Graaf Diederik (West-Saksen) (-) ∞ ca. 890 Reginhilde (~870-) (Reginingen)     | Graaf Diederik (West-Saksen) (-) ∞ ca. 890 Reginhilde (~870-) (Reginingen)     |
| Grootouders                                          | Koning Karel de Eenvoudige (879-929) ∞ 918 Hedwig van Wessex (903-951)         | Koning Karel de Eenvoudige (879-929) ∞ 918 Hedwig van Wessex (903-951)         | Koning Karel de Eenvoudige (879-929) ∞ 918 Hedwig van Wessex (903-951)         | Koning Karel de Eenvoudige (879-929) ∞ 918 Hedwig van Wessex (903-951)         | Koning Karel de Eenvoudige (879-929) ∞ 918 Hedwig van Wessex (903-951)         | Koning Karel de Eenvoudige (879-929) ∞ 918 Hedwig van Wessex (903-951)         | Koning Karel de Eenvoudige (879-929) ∞ 918 Hedwig van Wessex (903-951)         | Koning Karel de Eenvoudige (879-929) ∞ 918 Hedwig van Wessex (903-951)         | Koning Hendrik de Vogelaar (876-936) ∞ 909 Mathilde van Ringelheim (895-968)   | Koning Hendrik de Vogelaar (876-936) ∞ 909 Mathilde van Ringelheim (895-968)   | Koning Hendrik de Vogelaar (876-936) ∞ 909 Mathilde van Ringelheim (895-968)   | Koning Hendrik de Vogelaar (876-936) ∞ 909 Mathilde van Ringelheim (895-968)   | Koning Hendrik de Vogelaar (876-936) ∞ 909 Mathilde van Ringelheim (895-968)   | Koning Hendrik de Vogelaar (876-936) ∞ 909 Mathilde van Ringelheim (895-968)   | Koning Hendrik de Vogelaar (876-936) ∞ 909 Mathilde van Ringelheim (895-968)   | Koning Hendrik de Vogelaar (876-936) ∞ 909 Mathilde van Ringelheim (895-968)   |
| Ouders                                               | Koning Lodewijk IV van Frankrijk (920-954) ∞ 939 Gerberga van Saksen (913-984) | Koning Lodewijk IV van Frankrijk (920-954) ∞ 939 Gerberga van Saksen (913-984) | Koning Lodewijk IV van Frankrijk (920-954) ∞ 939 Gerberga van Saksen (913-984) | Koning Lodewijk IV van Frankrijk (920-954) ∞ 939 Gerberga van Saksen (913-984) | Koning Lodewijk IV van Frankrijk (920-954) ∞ 939 Gerberga van Saksen (913-984) | Koning Lodewijk IV van Frankrijk (920-954) ∞ 939 Gerberga van Saksen (913-984) | Koning Lodewijk IV van Frankrijk (920-954) ∞ 939 Gerberga van Saksen (913-984) | Koning Lodewijk IV van Frankrijk (920-954) ∞ 939 Gerberga van Saksen (913-984) | Koning Lodewijk IV van Frankrijk (920-954) ∞ 939 Gerberga van Saksen (913-984) | Koning Lodewijk IV van Frankrijk (920-954) ∞ 939 Gerberga van Saksen (913-984) | Koning Lodewijk IV van Frankrijk (920-954) ∞ 939 Gerberga van Saksen (913-984) | Koning Lodewijk IV van Frankrijk (920-954) ∞ 939 Gerberga van Saksen (913-984) | Koning Lodewijk IV van Frankrijk (920-954) ∞ 939 Gerberga van Saksen (913-984) | Koning Lodewijk IV van Frankrijk (920-954) ∞ 939 Gerberga van Saksen (913-984) | Koning Lodewijk IV van Frankrijk (920-954) ∞ 939 Gerberga van Saksen (913-984) | Koning Lodewijk IV van Frankrijk (920-954) ∞ 939 Gerberga van Saksen (913-984) |